# (25252) 1998 UC26
A (25252) 1998 UC26 a Naprendszer kisbolygóövében található aszteroida. Eric Walter Elst fedezte fel 1998. október 18-án.